# Luz Márquez
María de la O García Márquez Soler (Madrid, 9 de diciembre de 1935), conocida artísticamente como Luz Márquez, es una actriz española. En la Época de oro del cine mexicano, es recordada por sus papeles en películas como, Fuerte, audaz y valiente y El rey del tomate (ambas de 1963).

## Biografía
Se inicia en el mundo de la interpretación gracias a Torcuato Luca de Tena, amigo de su familia, quien en 1956 le propone participar en la película Embajadores en el infierno, de la que es guionista y que dirigiría José María Forqué.
Inicia entonces una trayectoria breve pero intensa que se prolonga diez años y que le permite intervenir en títulos memorables del cine español como Manolo, guardia urbano (1956), que le valió el Premio Jimeno del Círculo de Escritores Cinematográficos, Las chicas de la Cruz Roja (1958), Quince bajo la lona (1958), Escucha mi canción (1959) o Tengo 17 años (1964).
Trabajó en México en 1963 y tras regresar a España en algunas coproducciones se retiró definitivamente del mundo del espectáculo en 1966 cuando contrajo matrimonio.

## Filmografía
- Tengo 17 años (1964)
- Sol de verano (1963)
- El rey del tomate (1963)
- Lástima de ropa (1962)
- Fantasmas en la casa (1961)
- Quince bajo la lona (1959)
- Escucha mi canción (1959)
- Las chicas de la Cruz Roja (1958)
- Cita imposible (1958)